# Puchar USA 1992 w piłce nożnej
Puchar USA 1992 – pierwsza edycja turnieju towarzyskiego o Puchar USA odbyła się w 1992 w Stanach Zjednoczonych.

## Uczestnicy
W turnieju uczestniczyły cztery drużyny :
- Irlandia
- Portugalia
- Stany Zjednoczone
- Włochy

## Mecze
| 30 maja Waszyngton |  | Stany Zjednoczone | 3 | - | 1 (0-0) | Irlandia |

| 31 maja New Haven Stany Zjednoczone |  | Portugalia | 0 | - | 0 | Włochy |

| 3 czerwca Chicago |  | Stany Zjednoczone | 1 | - | 0 (1-0) | Portugalia |

| 4 czerwca Foxborough Stany Zjednoczone |  | Włochy | 2 | - | 0 (1-0) | Irlandia |

| 6 czerwca Chicago |  | Stany Zjednoczone | 1 | - | 1 (1-1) | Włochy |

| 7 czerwca Foxborough Stany Zjednoczone |  | Portugalia | 0 | - | 2 (0-1) | Irlandia |

### Tabela końcowa
| M | Reprezentacja     | L.m. | Zw. | Rem. | Por. | Bramki | R.br. | Pkt |
| 1 | Stany Zjednoczone | 3    | 2   | 1    | 0    | 5:2    | +3    | 5   |
| 2 | Włochy            | 3    | 1   | 2    | 0    | 3:1    | +2    | 4   |
| 3 | Irlandia          | 3    | 1   | 0    | 2    | 3:5    | -2    | 2   |
| 4 | Portugalia        | 3    | 0   | 1    | 2    | 0:3    | -3    | 1   |

Zwycięzcą turnieju o Puchar USA 1992 zostały  Stany Zjednoczone.